# Ageitomaia
Ageitomaia is een geslacht van kreeftachtigen uit de klasse van de Malacostraca (hogere kreeftachtigen).

## Soort
- Ageitomaia baeckstroemi (Balss, 1924)